# Arica
Arica ist eine Stadt im äußersten Norden des südamerikanischen Anden-Staates Chile und liegt in der Región de Arica y Parinacota, Provinz Arica. Im Volksmund ist sie auch als die „Stadt des ewigen Frühlings“ bekannt. Das benachbarte Peru verlor die Stadt während des Salpeterkrieges; Bolivien erhebt gleichzeitig den Anspruch, die Stadt gehöre zu seinem Departamento Litoral. Arica hat 222.619 Einwohner (Stand: 2017).

## Geografie
Arica ist die nördlichste Stadt Chiles und liegt nur wenige Kilometer entfernt von der Grenze zu Peru am Pazifik. Die Entfernung zu Santiago beträgt 2051 Kilometer. Die Stadt liegt an der Mündung der Flüsse Río Lluta und Río San José de Azapa.
In der Stadt herrscht Wüstenklima. Die Temperaturen schwanken im Jahresmittel um knapp 19 °C. Es regnet praktisch nie. Wasser aus den Anden sorgt dennoch für grüne Parkanlagen und ermöglicht eine ausgedehnte Landwirtschaft in den Flusstälern.
|                       | Jan  | Feb  | Mär  | Apr  | Mai  | Jun  | Jul  | Aug  | Sep  | Okt  | Nov  | Dez  |   |      |
| Mittl. Tagesmax. (°C) | 25,6 | 26,1 | 25,0 | 23,3 | 21,1 | 19,4 | 18,9 | 18,3 | 19,4 | 20,6 | 22,2 | 23,9 | ⌀ | 22   |
| Mittl. Tagesmin. (°C) | 17,8 | 18,3 | 17,2 | 15,6 | 14,4 | 13,9 | 12,2 | 12,8 | 13,3 | 14,4 | 15,6 | 16,7 | ⌀ | 15,2 |
|                       |      |      |      |      |      |      |      |      |      |      |      |      |   |      |
| Niederschlag (mm)     | 0    | 0    | 0    | 0    | 0    | 0    | 0    | 0    | 1    | 0,5  | 0    | 0    | Σ | 1,5  |
|                       |      |      |      |      |      |      |      |      |      |      |      |      |   |      |
| Sonnenstunden (h/d)   | 7,8  | 8,6  | 8,0  | 7,4  | 6,1  | 4,1  | 4,3  | 4,0  | 4,8  | 6,0  | 7,8  | 7,6  | ⌀ | 6,4  |
|                       |      |      |      |      |      |      |      |      |      |      |      |      |   |      |
| Wassertemperatur (°C) | 20   | 21   | 20   | 19   | 18   | 17   | 16   | 16   | 16   | 17   | 18   | 19   | ⌀ | 18,1 |
|                       |      |      |      |      |      |      |      |      |      |      |      |      |   |      |
| Luftfeuchtigkeit (%)  | 71   | 70   | 72   | 74   | 75   | 76   | 76   | 77   | 76   | 74   | 72   | 71   | ⌀ | 73,7 |

| 17,8 |

| 18,3 |

| 17,2 |

| 15,6 |

| 14,4 |

| 13,9 |

| 12,2 |

| 12,8 |

| 13,3 |

| 14,4 |

| 15,6 |

| 16,7 |

| 17,8 |

| 18,3 |

| 17,2 |

| 15,6 |

| 14,4 |

| 13,9 |

| 12,2 |

| 12,8 |

| 13,3 |

| 14,4 |

| 15,6 |

| 16,7 |

## Geschichte
Bereits um 8000 v. Chr. und bis 2000 v. Chr. lebte das Volk der Chinchorros im Tal von Arica. Ab 1450 drangen die Inka in Nordchile ein. Diego de Almagro erreichte 1536 als erster das Gebiet um Arica. Lucas Martínez Vegazo gründete Arica am 25. April 1541.
Die spanische Flotte und die Stadt waren Ende des 17. Jahrhunderts von englischen Freibeutern bedroht. Am 5. November 1680 griff der englische Pirat Bartholomew Sharp die Stadt mit 140 Mann an. Arica konnte von den Spaniern unter starken Verlusten verteidigt werden. Ein zweiter Angriff erfolgte am 9. Februar 1681 durch den Piraten John Watling mit 92 Mann. Watling starb bei diesem Angriff.
Am 13. August 1868 wurde Arica von einem Tsunami stark zerstört, dabei starben rund 300 Bewohner. Beim nächsten Beben am 9. Mai 1877 kam Arica mit fünf Toten noch glimpflich davon.

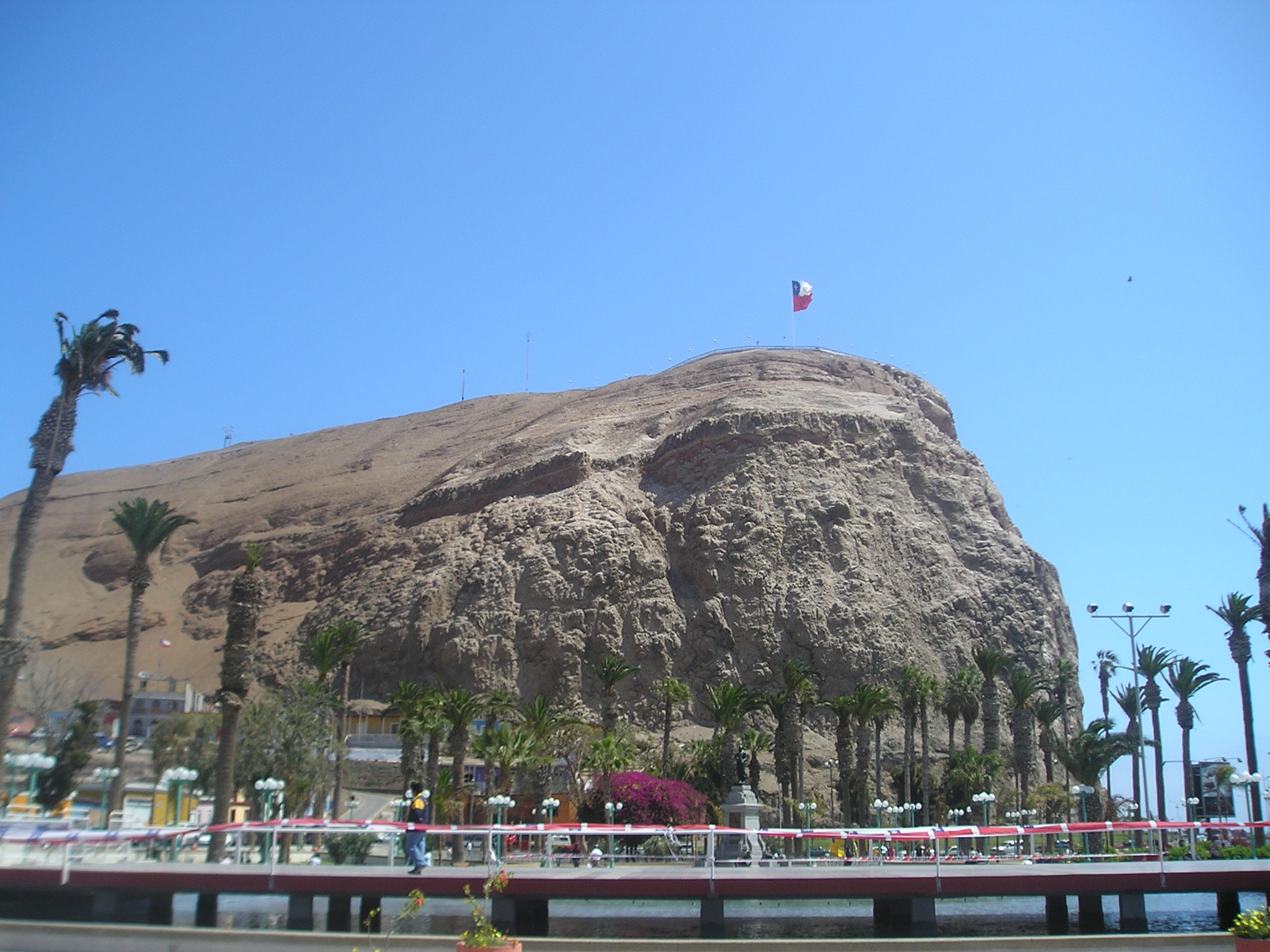
Morro in Arica

Arica gehörte nach den Unabhängigkeitskriegen in Südamerika zunächst zu Peru. Nach der Entdeckung reicher Salpetervorkommen in der Atacama-Wüste kam es zum Salpeterkrieg zwischen Peru, Bolivien und Chile. Nach schweren Kämpfen in den Morgenstunden des 7. Juni 1880 konnten die Chilenen Arica und die von den Peruanern bis dahin gehaltene Festung auf dem Morro, dem Felsen oberhalb des Hafens der Stadt, erobern.

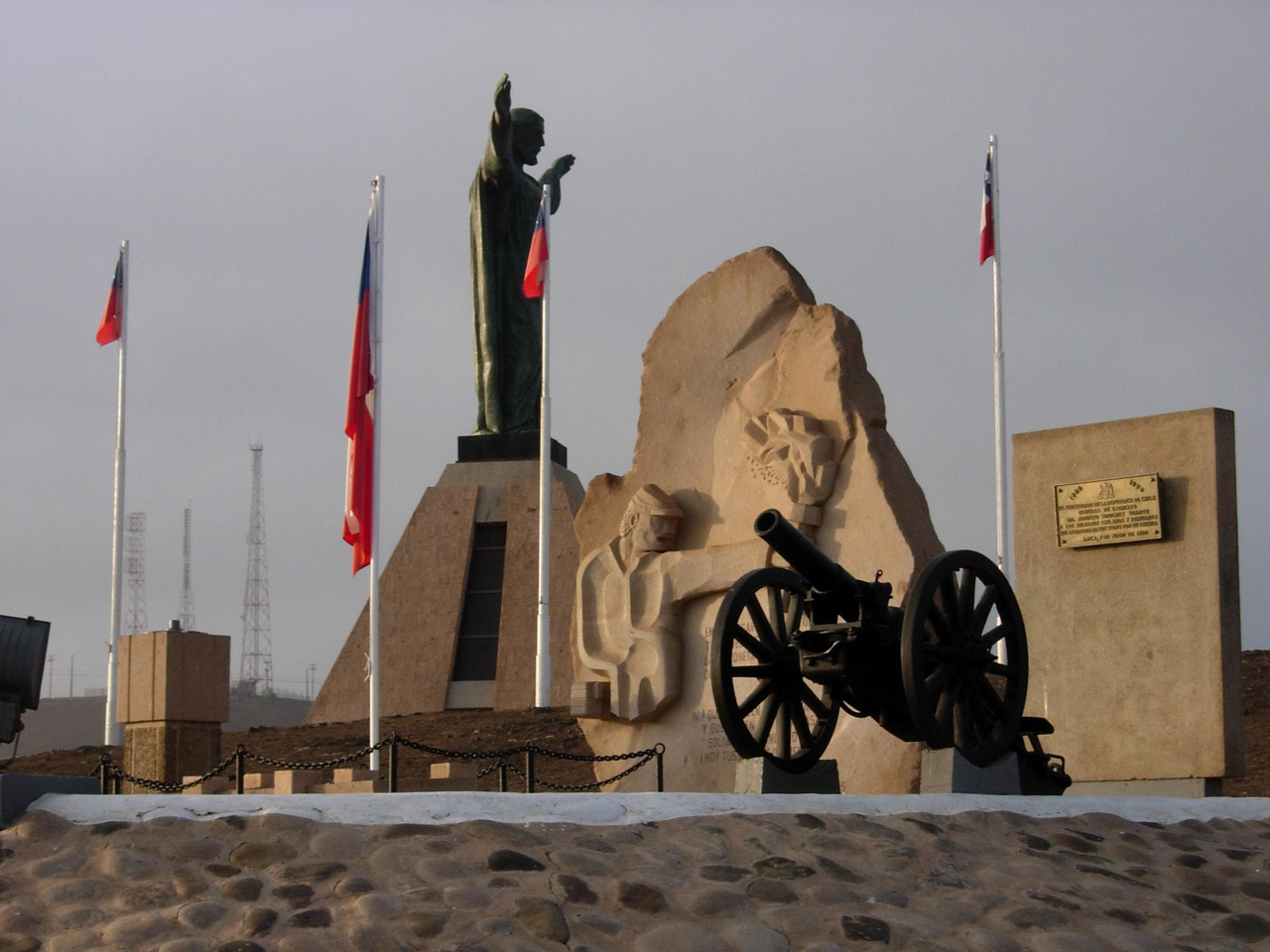
Denkmal auf dem Morro

Nach Beendigung des Krieges 1883 wurde Arica dem chilenischen Staatsgebiet endgültig angegliedert (Vertrag von Ancón). Trotzdem blieben Arica und die knapp 60 Kilometer nördlich gelegene peruanische Stadt Tacna bis 1929 ein umstrittenes Gebiet.

## Sehenswürdigkeiten
Das Zollgebäude der Stadt wurde von Gustave Eiffel entworfen, ebenso die 1875 errichtete Kirche Catedral de San Marcos an der Plaza Colón, eine Konstruktion aus Stahl.

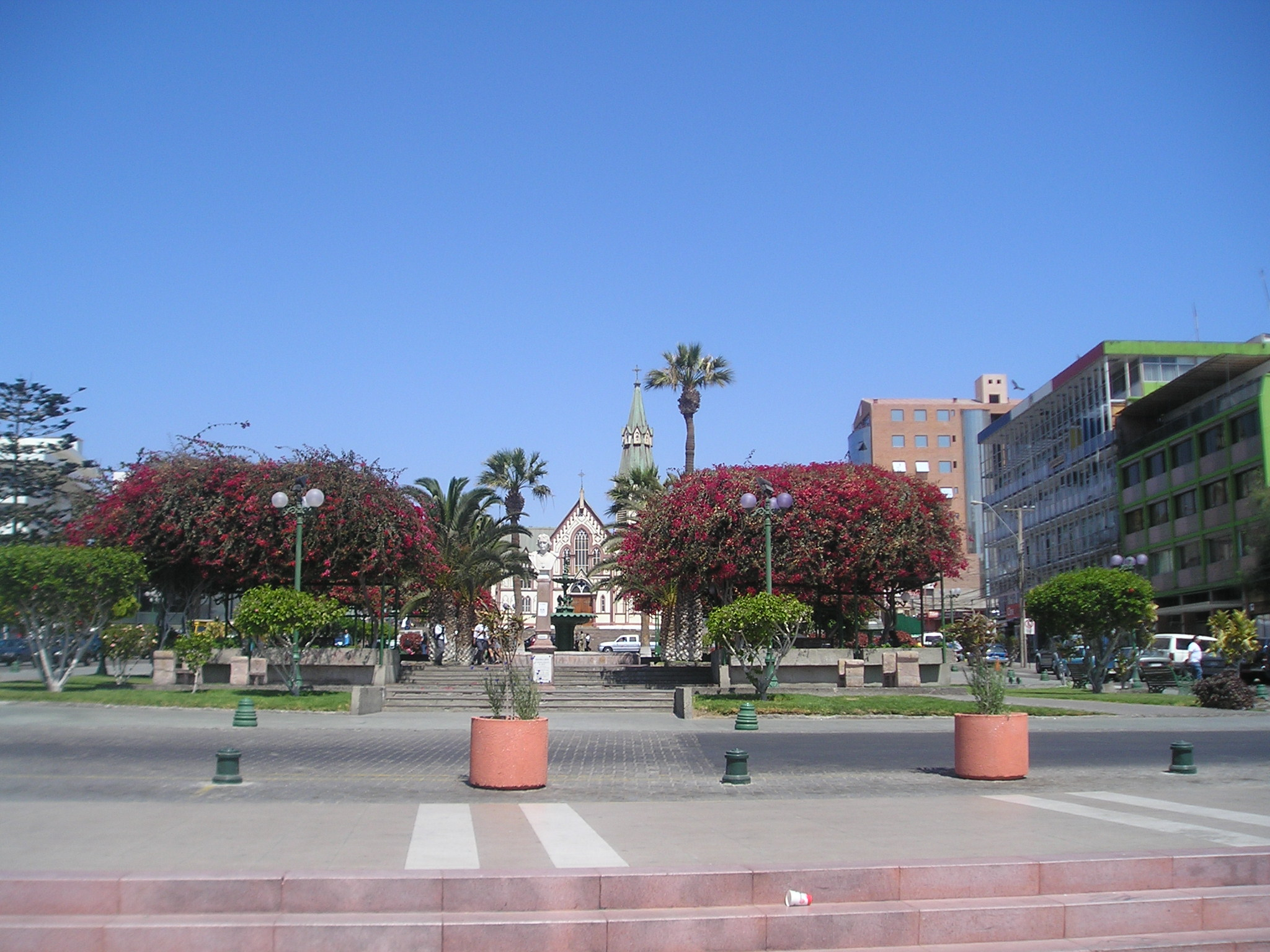
Plaza Colón

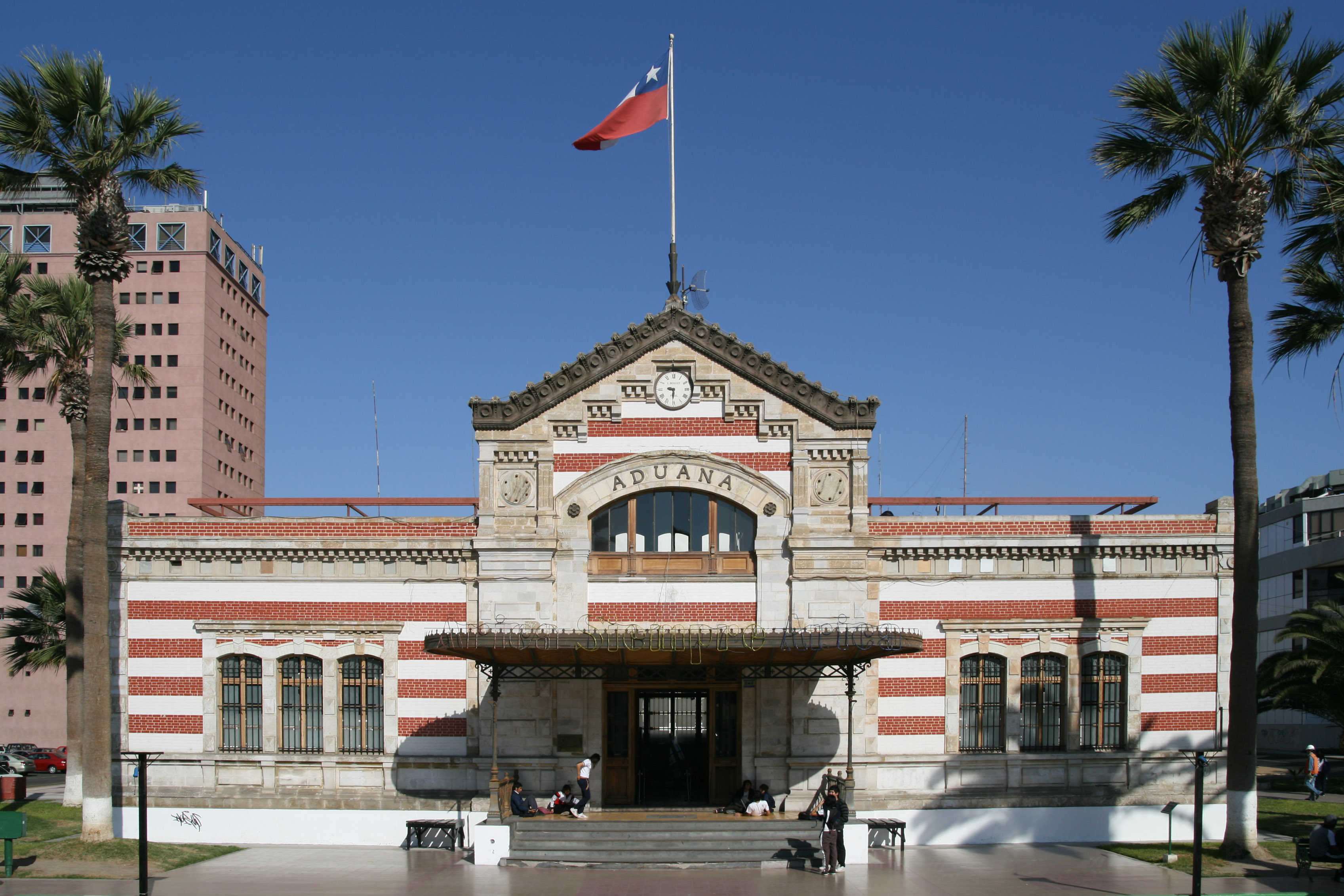
Aduana (Zollamt)

Die Stadt ist touristisch erschlossen und verfügt über einige Strände. Mehr aber eignet sich die Stadt als Ausgangspunkt für Ausflüge in die Umgebung, etwa in die Anden nach Putre, in den Nationalpark Lauca oder zu Inka-Siedlungen.
Vom Morro de Arica (260 m) hat man eine schöne Aussicht über die gesamte Stadt. Oben befindet sich eine Christusstatue, die gen Pazifik blickt. Der Hügel hatte im Salpeterkrieg Symbolcharakter. Ein Armeemuseum auf dem Hügel schildert die Eroberung durch die chilenische Armee am 7. Juni 1880. Von oben sieht man auch die Halbinsel Isla del Alacrán mit dem kleinen Yachthafen der Stadt.
In San Miguel de Azapa gibt es ein Archäologisches Museum, das Museo Arqueológico San Miguel de Azapa. Hier geht es hauptsächlich um die uralte Chinchorro-Kultur. In der Nähe liegt ein Friedhof, der als der älteste der Welt bezeichnet wird. Gräber aus der Kolonialzeit sind noch erhalten, aber schon während der Chincorro-Kultur wurden dort Menschen bestattet. Das vom Oliven- und Gemüseanbau geprägte Tal Valle de Azapa mit dem Fluss Río San José de Azapa bietet sich für herrliche Wanderungen an, im oberen Teil liegt auch das Dörfchen Ausipar.
Im Valle de Lluta, das vom wasserreichen Río Lluta durchzogen wird, gibt es viele interessante Geoglyphen und Petroglyphen zu sehen.
Etwa 25 km südlich von Arica nahe der Panamericana sind mitten in der Wüste moderne riesige Skulpturen, genannt Tutelares, des Bildhauers Juan Díaz Fleming zu finden, die die Stammesherkunft der andinen Bevölkerung und der kosmischen Beziehungen zu Sonne und Mond symbolisieren.
siehe auch: Quiani

## Wirtschaft
Das Flusstal Valle de Azapa bietet mit seinem verzweigten Bewässerungssystem die Möglichkeit zum großflächigen und ganzjährigen Anbau von Früchten und Gemüse, insbesondere von Oliven. Viele landwirtschaftliche Produkte werden im Terminal Agropecuario vermarktet.
Arica ist ein wichtiger Hafen für chilenische Erze. 1953 erhielt die Stadt eine Freihandelszone. Bis in die 1970er Jahre wurde die Ansiedlung verarbeitender Industrie – insbesondere der Automobilindustrie – staatlich gefördert. Die extrem marktorientierte Wirtschaftspolitik unter der Pinochet-Diktatur in den späten 1970er und den 1980er Jahren bedeutete für die Industrie Aricas das Aus. Heute bemühen sich die Regierungen der Concertación, den Standort durch steuerliche Vergünstigungen und Investitionsförderungen („Ley de Arica“) wieder attraktiver zu machen.
Neben dem Handel ist der Tourismus eine der wichtigsten Einkommensquellen der Stadt. Ihre Strände sind vor allem für wohlhabende Bolivianer, aber auch für Chilenen aus südlicheren Regionen – wegen der angenehmeren Wassertemperaturen – attraktiv.
Von 1962 bis 1967 wurden vom Unternehmen DiVolvo in Arica Modelle der Fahrzeugmarke Volvo montiert.

## Verkehr
Arica liegt an der Panamericana. 
Nördlich der Stadt befindet sich der Flughafen Arica. 
In Arica enden zwei Eisenbahnen:
- Die Bahnstrecke Tacna–Arica nach Peru wurde 1856 in Betrieb genommen. Seit 2016 wird sie auch wieder im öffentlichen Personenverkehr bedient.

- Die Bahnstrecke Arica–La Paz befindet sich seit Mai 2021 wieder durchgehend in Betrieb[2], nachdem mehrere Erdbeben und die Insolvenz eines Eisenbahnunternehmens zu mehreren, langjährigen Unterbrechungen des Betriebs geführt hatten. Im unteren Abschnitt der Strecke verkehrt – einziges Angebot im Reiseverkehr – ein Touristenzug ab dem Bahnhof Chinchorro.[3]

Die beiden Bahnstrecken nach Norden und nach Osten haben keine Gleisverbindung, da sie in unterschiedlichen Spurweiten errichtet wurden. Es gibt auch keine direkte inner-chilenische Eisenbahnverbindung in den Süden und in andere chilenische Regionen.

## Bildung
- Universidad de Tarapacá de Arica

## Sport

### Fußball
Im Oktober 1901 gründete die peruanische Volksgruppe den ersten Fußballverein der Stadt, The Arica Football Club, dem bald weitere folgten. Wenig später wurden die ersten Meisterschaften gegen Vereine aus der Stadt Tacna organisiert.
Zur Fußball-Weltmeisterschaft 1962 wurde das Carlos-Dittborn-Stadion gebaut. Hier wurden die Spiele der WM-Gruppe A durchgeführt; anschließend gewann hier die chilenische Mannschaft ihr Viertelfinalspiel gegen das sowjetische Team. Heute spielt dort der Fußballverein CD San Marcos de Arica.

### Surfen
Der Pazifikstrand bietet abhängig von der Jahreszeit genügend hohe Wellen zum Surfen. 2007 fand in Arica im Rahmen der Foster’s ASP World Tour ein Wettkampf des Surfverbandes ASP (jetzt WSL) statt.

## Städtepartnerschaften
- Montevideo, Uruguay, seit 2009
- Eilat, Israel

## Persönlichkeiten
- Guillermo Billinghurst (1851–1915), peruanischer Politiker
- Pierre Barbizet (1922–1990), französischer Pianist und Musikpädagoge
- Carlos Tello (1929–1965), Fußballspieler
- Raúl Águila (1930–2016), Fußballspieler
- Humberto Donoso (1938–2000), Fußballspieler
- Osvaldo Hurtado (* 1957), Fußballspieler und -trainer
- Patricio Reyes (* 1957), Fußballspieler
- José Durana (* 1960), Politiker
- Germán Pino (* 1960), Fußballspieler
- Dante Poli (* 1976), Fußballspieler
- Américo (* 1977), Sänger
- Zacarías López (* 1998), Fußballspieler
- Daniel González Orellana (* 2002), Fußballspieler
- Daniel Gutiérrez (* 2003), Fußballspieler